# Всього один поворот
«Всього один поворот» (рос. «Всего один поворот») — радянський художній фільм 1986 року, знятий на Одеській кіностудії.

## Сюжет
Олена Тарасова молода жінка, яка працює таксистом Одеського таксопарку №15106. Вона має близьки стосунки з автогонщиком, до якого літає на побачення в різні міста. Одного разу, після відмови начальника таксопарку надати їй чергову відпустку за власний кошт, Олена вирішує добитися свого хитрістю і просить зустрінутого на морському вокзалі моряка представитися нареченим. Маленька хитрість, яка ні до чого не зобов'язує, обертається великим справжнім почуттям для Олени та її випадкового обранця - штурмана Ковальова.

## У ролях
- Нійоле Ожеліте — Олена Тарасова
- Борис Невзоров — Євген Ковальов, штурман
- Сергій Мартинов — Вєтров
- Наталія Хорохоріна — Маша, подруга Олени
- Ірина Азер — Ліда
- Борис Гітін — Філіпенко, начальник таксопарку
- Євген Іваничев — приятель Ковальова
- Ігор Афанасьєв — пасажир
- Лариса Грінченко — епізод
- Інга Третьякова — Наталка
- Юрій Сафронов — Єрьомін
- Євгенія Якубовська — сусідка
- Володимир Якубовський — сусід
- Анатолій Фоменко — таксист
- Франческа Перепльотчикова — наречена
- Валентина Губська — дама в довідковій
- Дмитро Шевченко — моряк
- Юрій Стицьковський — епізод
- Андрій Фільков — епізод
- Ігор Тильтиков — епізод
- Голофастова Наталія — Ольга, дівчина на пляжі

## Знімальна група
- Автор сценарію: Борис Лобков
- Режисер-постановник: Олександр Гришин
- Оператор-постановник: Віктор Кабаченко
- Композитор: Григорій Гладков
- Художник-постановник: Юрій Богатиренко
- Пісні на вірші: О. Кушнера, Ю. Левітанського, Н. Юркової, Н. Смирнова
- Пісні виконують: Марина Капуро, Григорій Гладков
- Інструментальний ансамбль під керуванням Григорія Гладкова
- Режисер: Лариса Певень
- Оператор: Володимир Гагкаєв
- Звукооператор: Діна Ясникова
- Режисери монтажу: Надія Яворська, Т. Дехтяренко
- Художник по костюмах: Л. Каширська
- Художник по гриму: Л. Анісимова
- Художник-декоратор: Олександр Денисюк
- Редактор: Е. Марценюк
- Музичний редактор: Олена Вітухіна
- Директор картини: А. Сердюков